# ليزلي آش
ليزلي آش (بالإنجليزية: Leslie Ash)‏ هي ممثلة بريطانية، ولدت في 19 فبراير 1960 في هنلي أون تيمز في المملكة المتحدة.

## وصلات خارجية
- ليزلي آش على موقع IMDb (الإنجليزية)
- ليزلي آش على موقع قاعدة بيانات الفيلم (الإنجليزية)